# Peter Hogan
Peter K. Hogan (* 1954) je britský komiksový scenárista.
Zpočátku, na přelomu osmdesátých a devadesátých let, pracoval jako redaktor politicky zaměřených komiksů Crisis a Revolver, poté spolupracoval s vydavateli amerického komiksu, konkrétně se společnostmi Vertigo a America’s Best Comics.
Mimo práce pro vydavatelství vlastnil spolu se svou tehdejší ženou Ruth obchod s knihami Magic Bus Bookstore v Richmondu.
Mimo komiksu se zajímal i o tehdejší hudební scénu. Jeho spolupracovníky byli Dave Marsh a Patrick Humphries, redaktoři Rock Music. Hogan se díky nim dostal ke spolupráci na biografii skupiny The Monkees.
Kromě literatury faktu je Hogan tvůrcem i několika úspěšných fantasy děl pro vydavatelství 2000 AD, za všechny jmenujme Timehouse. Se zněmou majitele ale vydavatelství ukončilo s Hoganem spolupráci.
V tomto období se Hogan vrátil se své zálibě – hudbě a dal vzniknout biografiím skupim R.E.M., Queen a The Doors.
Od devadesátých let se Hogan znovu věnuje především komiksu, nyní ve spolupráci s Alanem Moorem (komiksová série Terra obscura) a Chrisem Sprousem (třídílný Tom Strong).
Mezi svými spolupracovníky je Hogan, zvaný „hrabě“, proslulý především svým zvykem pracovat v noci.